# العلاقات الغابونية البيلاروسية
العلاقات الغابونية البيلاروسية هي العلاقات الثنائية التي تجمع بين الغابون وروسيا البيضاء.

## مقارنة بين البلدين
هذه مقارنة عامة ومرجعية للدولتين:
| وجه المقارنة                                              | الغابون                        | روسيا البيضاء                    |
| --------------------------------------------------------- | ------------------------------ | -------------------------------- |
| المساحة (كم2)                                             | 267.67 ألف                     | 207.60 ألف                       |
| عدد السكان (نسمة)                                         | 2.03 مليون                     | 9.50 مليون                       |
| الكثافة السكانية (ن./كم²)                                 | 7.58                           | 45.76                            |
| العاصمة                                                   | ليبرفيل                        | مينسك                            |
| اللغة الرسمية                                             | لغة فرنسية                     | اللغة البيلاروسية، اللغة الروسية |
| العملة                                                    | فرنك وسط أفريقي                | روبل بلاروسي                     |
| الناتج المحلي الإجمالي (بليون دولار)                      | 14.62 مليار                    | 54.44 مليار                      |
| الناتج المحلي الإجمالي (تعادل القوة الشرائية) بليون دولار | 34.65 مليار                    | 168.35 مليار                     |
| الناتج المحلي الإجمالي الاسمي للفرد دولار أمريكي          | 8.27 ألف                       | 5.74 ألف                         |
| الناتج المحلي الإجمالي للفرد دولار أمريكي                 | 19.43 ألف                      | 18.18 ألف                        |
| مؤشر التنمية البشرية                                      | 0.684                          | 0.798                            |
| رمز المكالمات الدولي                                      | +241                           | +375                             |
| رمز الإنترنت                                              | .ga                            | .by، .бел                        |
| المنطقة الزمنية                                           | ت ع م+01:00، توقيت غرب أفريقيا | ت ع م+03:00                      |

## منظمات دولية مشتركة
يشترك البلدان في عضوية مجموعة من المنظمات الدولية، منها:
| علم المنظمة | اسم المنظمة                               | تاريخ انضمام الغابون | تاريخ انضمام روسيا البيضاء |
| ----------- | ----------------------------------------- | -------------------- | -------------------------- |
|             | الاتحاد البريدي العالمي                   | ?                    | ?                          |
|             | منظمة حظر الأسلحة الكيميائية              | ?                    | ?                          |
|             | الأمم المتحدة                             | 20 سبتمبر 1960       | 24 أكتوبر 1945             |
|             | وكالة ضمان الاستثمار متعدد الأطراف        | 26 مارس 2003         | 3 ديسمبر 1992              |
|             | منظمة الشرطة الجنائية الدولية             | ?                    | ?                          |
|             | مؤسسة التمويل الدولية                     | 20 أكتوبر 1970       | 2 نوفمبر 1992              |
|             | الاتحاد الدولي للاتصالات                  | 28 ديسمبر 1960       | 7 مايو 1947                |
|             | البنك الدولي للإنشاء والتعمير             | 10 سبتمبر 1963       | 10 يوليو 1992              |
|             | المركز الدولي لتسوية المنازعات الاستشارية | 14 أكتوبر 1966       | 9 أغسطس 1992               |
|             | يونسكو                                    | 16 نوفمبر 1960       | 12 مايو 1954               |

## وصلات خارجية
- موقع وزارة الخارجية البيلاروسية